# Dassault Rafale

Материалы конструкции планера самолёта Rafale. Сверху вниз: алюминий-литиевые сплавы; титановые сплавы; органопластики на основе кевлара; композитные материалы

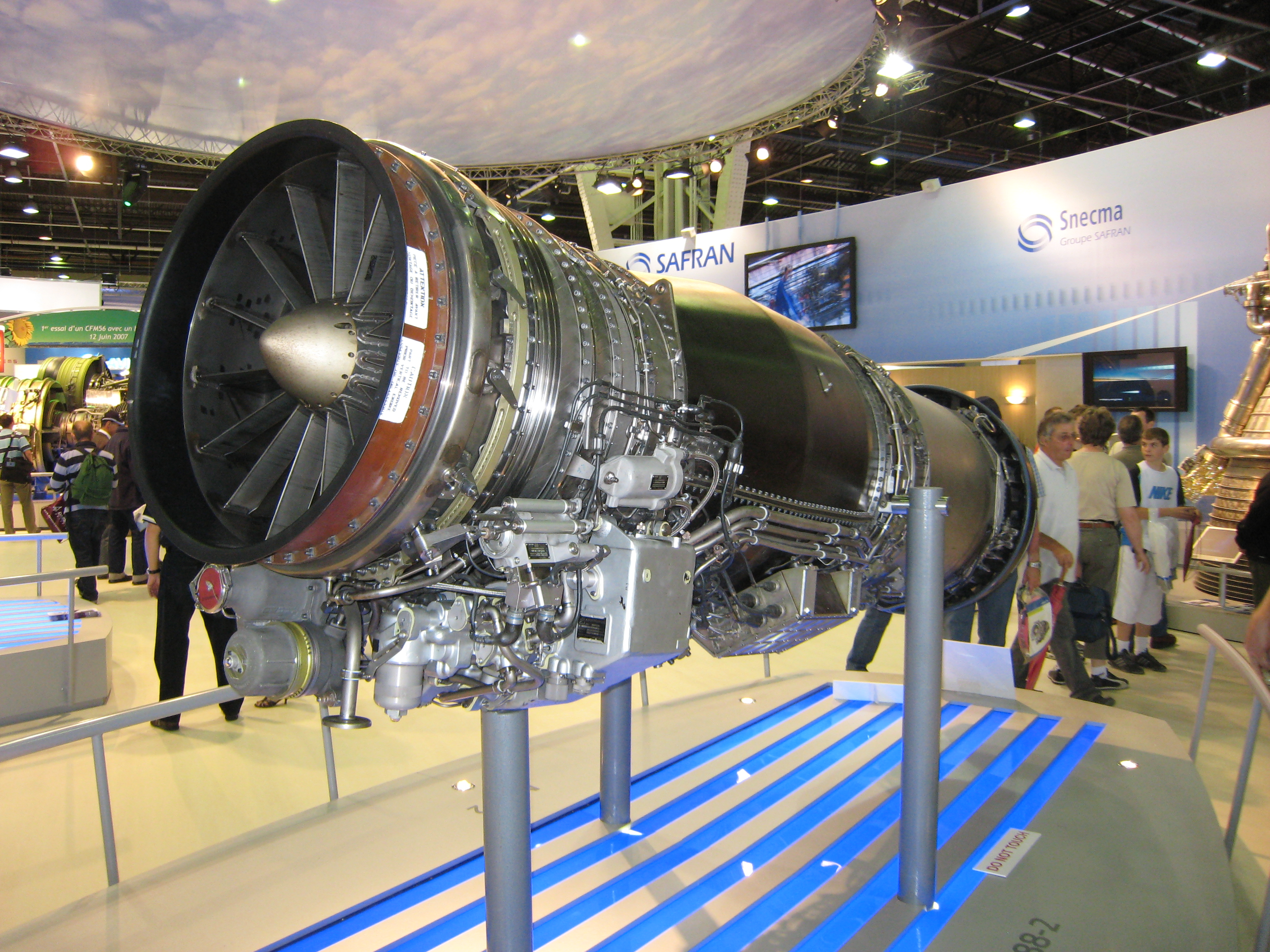
ГТД Snecma M88-2 на салоне Ле-Бурже 2007 года.

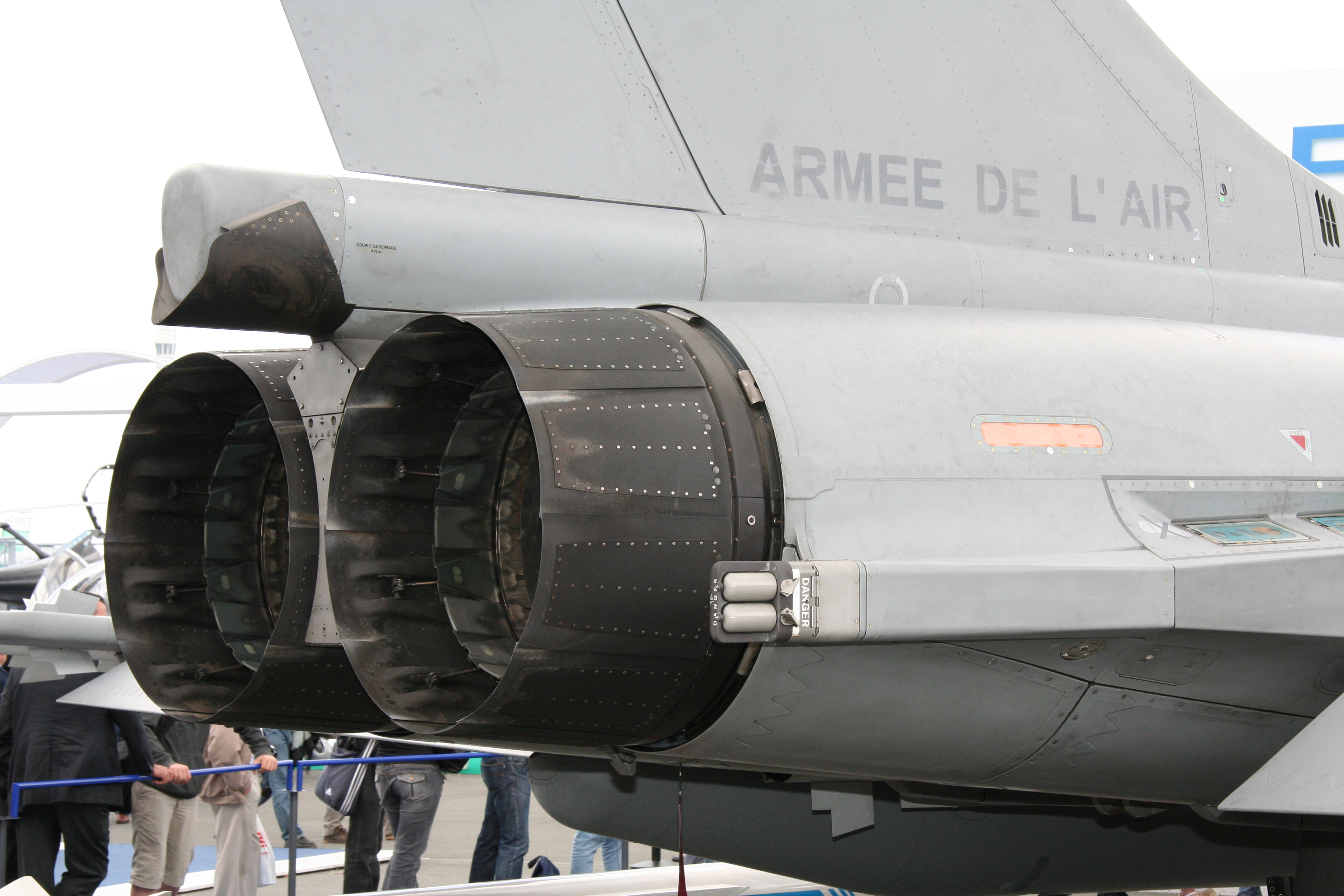
Сопловые устройства двигателей М88-2. Расположенный в основании киля отсек обнаружительного приёмника бортового комплекса обороны Thales SPECTRA снизу закрыт экраном-створкой из жаропрочного материала.

Дассо «Рафаль» (фр. Dassault Rafale, букв. «Шквал») — французский многоцелевой истребитель четвёртого поколения, разработанный французской компанией «Dassault Aviation».
Совершил первый полёт в июле 1986 года. Принят на вооружение ВМС и ВВС Франции в 2004 году (ВМС) и 2006 году (ВВС) соответственно.

## Конструкция
Выполнен по традиционной для истребителей фирмы Dassault Aviation аэродинамической схеме «утка»  с высокорасположенным передним горизонтальным оперением, среднерасположенным треугольным в плане крылом с корневыми наплывами и двумя двигателями в хвостовой части фюзеляжа.
На истребителе установлена УПС, СМС с СНИЛС/АФАР BE/RBE2 (с 2012 года). 
Оборудован системой предупреждения Thales SPECTRA, она включает предупреждение о лазерном облучении, о радиолокационном облучении, систему предупреждения о ракетной атаке DDM-NG (с 2012 года), состоящей из 2 пассивных датчиков на киле. Система DDM-NG позволяет получать сферическую картинку в ИК-диапазоне.
Каналы воздухозаборников выполнены S-образно и экранируют лопатки компрессора, обеспечивая тем самым снижение ЭПР самолёта.
Самолет может эксплуатироваться с ВПП длиной 400 м.

### Двигатель
Первые Rafale проходили испытания с двигателями F404. Разработка собственного двигателя M88-2 была начата в 1987 году и стоила около 8,5 млрд франков (около 1,95 млрд евро). 
Серийно производится с 1996 года. Двигатель M88 относится к 4-му поколению двигателей.
Тип двигателя: двухвальный двухконтурный турбореактивный двигатель с форсажной камерой, состоит из 3-ступенчатого компрессора низкого давления (КНД) с лопатками  из титановых сплавов, шестиступенчатого компрессора высокого давления, кольцевой камеры сгорания с керамическим напылением, турбины высокого давления (одноступенчатая), одноступенчатой турбины низкого давления, форсажной камеры, сопла. Система управления FADEC. Коробка агрегатов расположена снизу. Монокристаллические лопатки турбины и диски выполнены методом порошковой технологии. Двигатель обеспечивает Rafale крейсерскую сверхзвуковую скорость с 2 ракетами и подвесным топливным баком без включений форсажного режима.

## Вариации

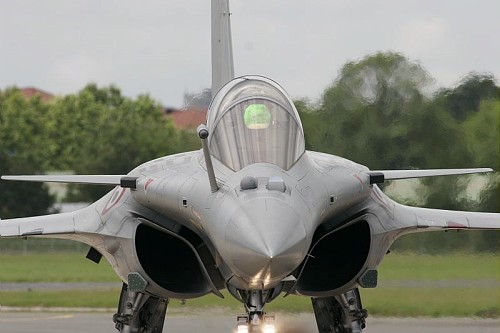
Rafale B, 2007 год.

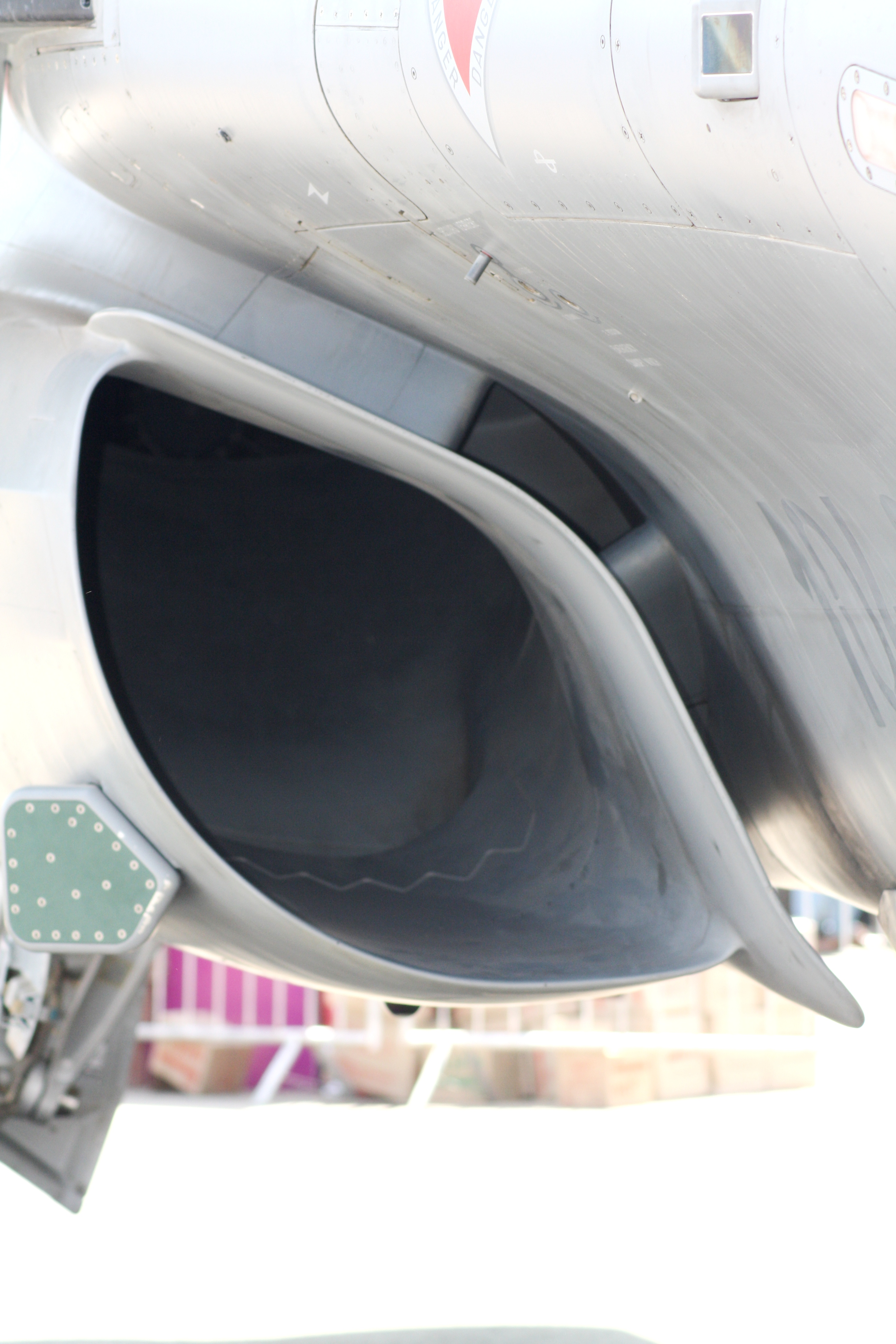
S-образный канал воздухозаборника маскирует лопатки входного каскада двигателя от электромагнитного излучения, а пилообразный рисунок кромки дополнительно снижает ЭПР с передних ракурсов облучения.

По состоянию на февраль 2012 года компания предлагает следующие версии самолёта: Rafale C, Rafale M и Rafale B.
Rafale AОпытно-демонстрационный.
Rafale BДвухместный, наземного базирования.
Rafale CОдноместный, наземного базирования.
Rafale DПервоначальное название Rafale C (переименован в 1990 году).
Rafale MОдноместный, авианосного базирования. 
Первый прототип одноместного многоцелевого палубного самолёта Rafale М, созданного по проекту АСМ (Avion de Combat Marine), совершил первый полёт 12 декабря 1991 года. Основное отличие этой модификации — увеличенная на 750 кг масса конструкции, усиленные стойки шасси Messier-Bugatti. Другие отличия включают — 13 узлов подвески вместо 14, и уменьшенная на 6000 кг максимальная взлётная масса (19500 кг). Rafale М модификации Standart F1 введён в строй в декабре 2000 года и достиг полной боевой готовности в 2004 году. 
 С середины 2006 года на вооружение авиации ВМФ Франции стали поступать самолёты модификации Standart F2. Они, как и машины ВВС Франции, применялись в ходе операции «Несокрушимая свобода» в Афганистане.
Rafale Nдвухместный, авианосного базирования.
Rafale BM (первоначальное название Rafale N)носитель ядерного оружия.
Rafale DMдвухместный для ВВС Египта.
Rafale EMодноместный для ВВС Египта.
Rafale DHдвухместный для ВВС Индии.
Rafale EHодноместный для ВВС Индии.

## Галерея

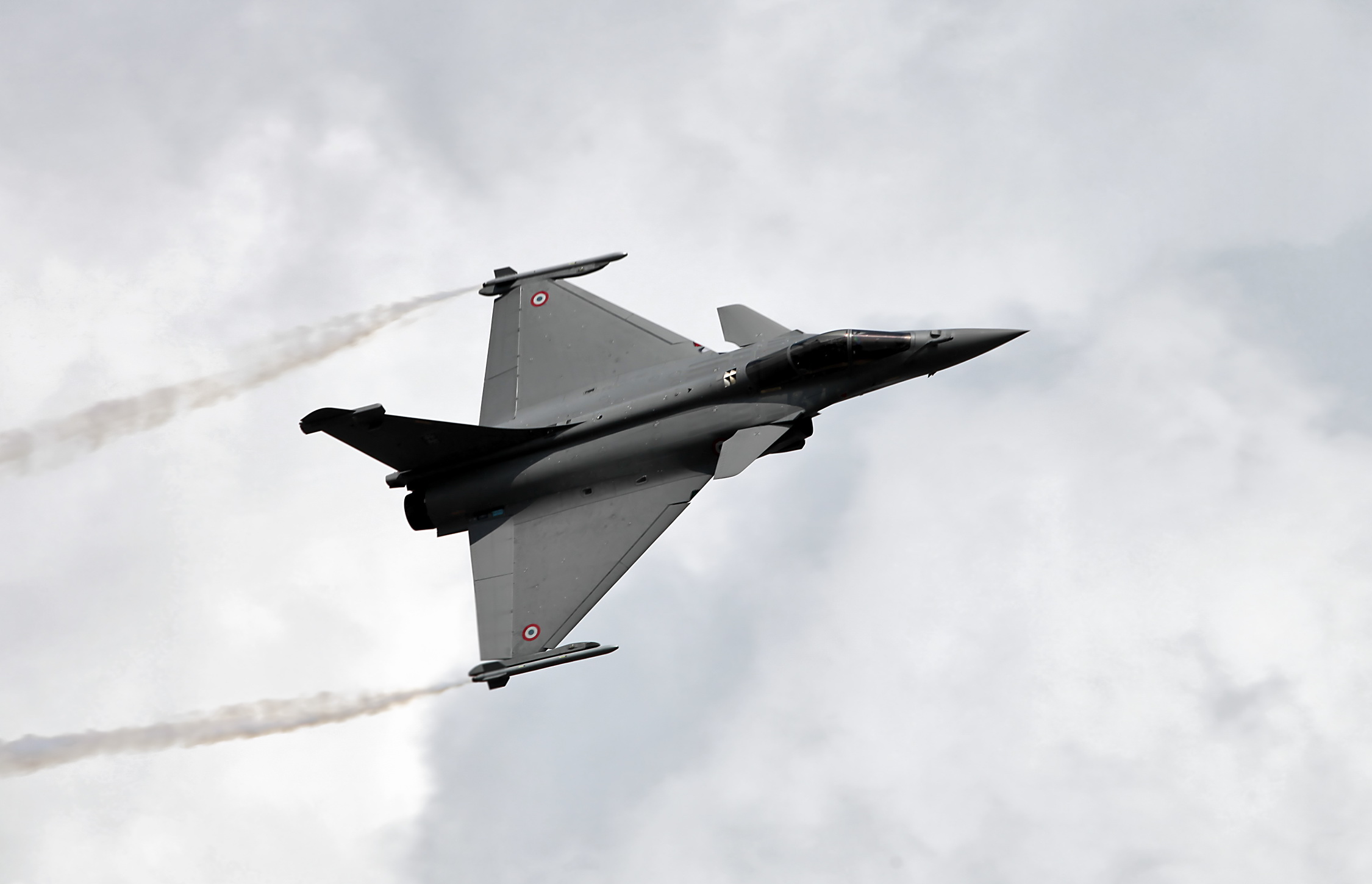
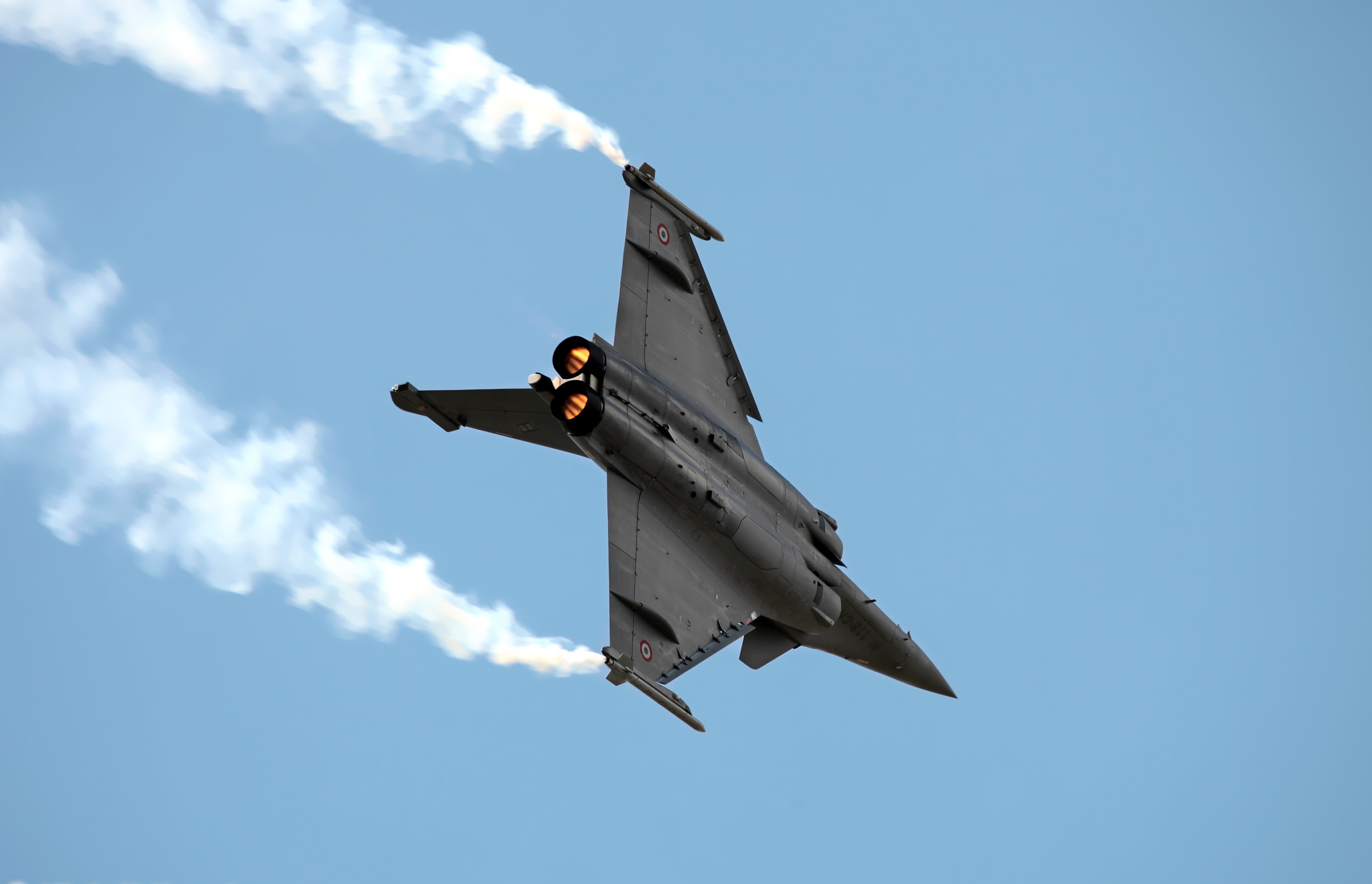
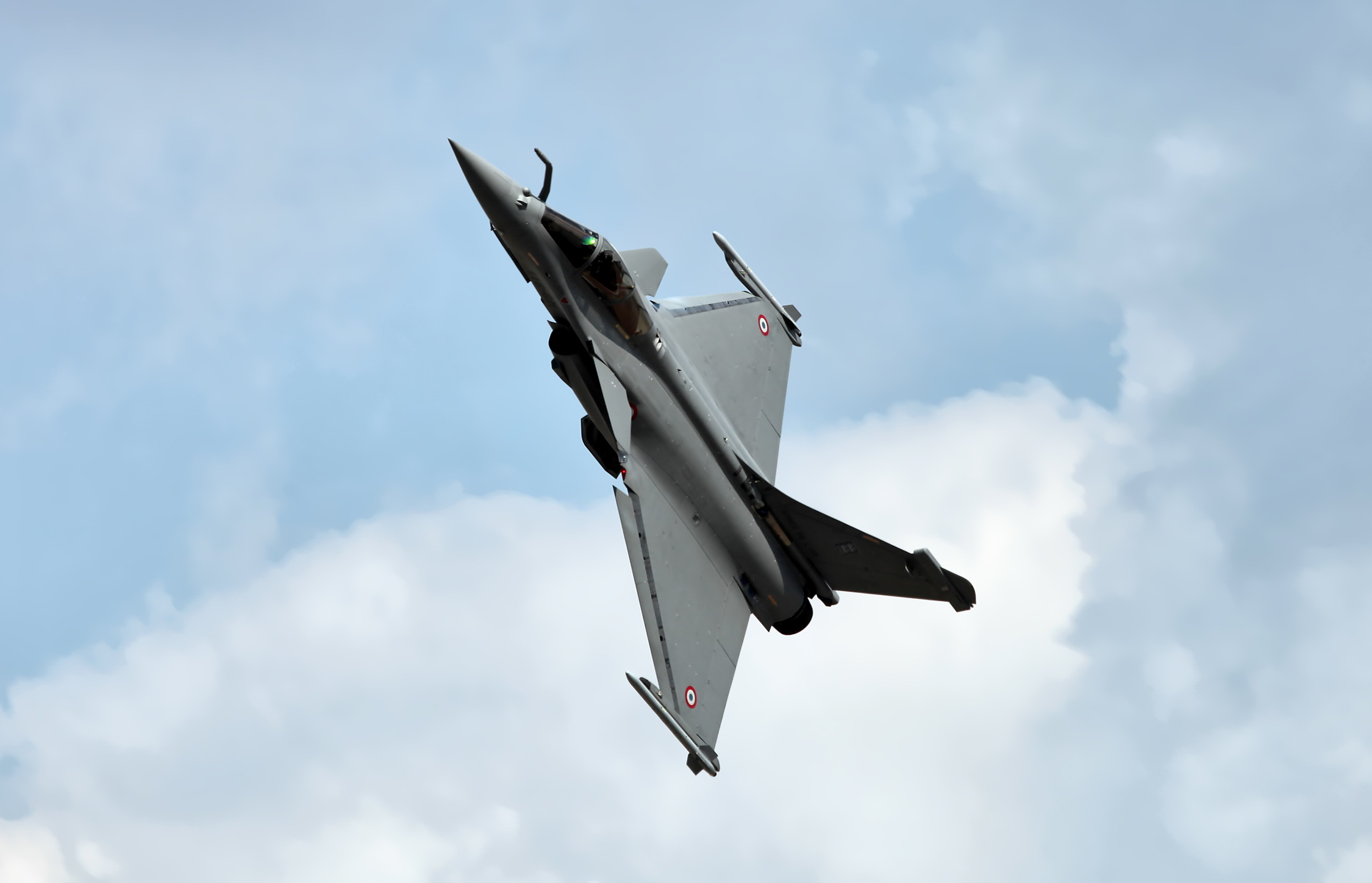
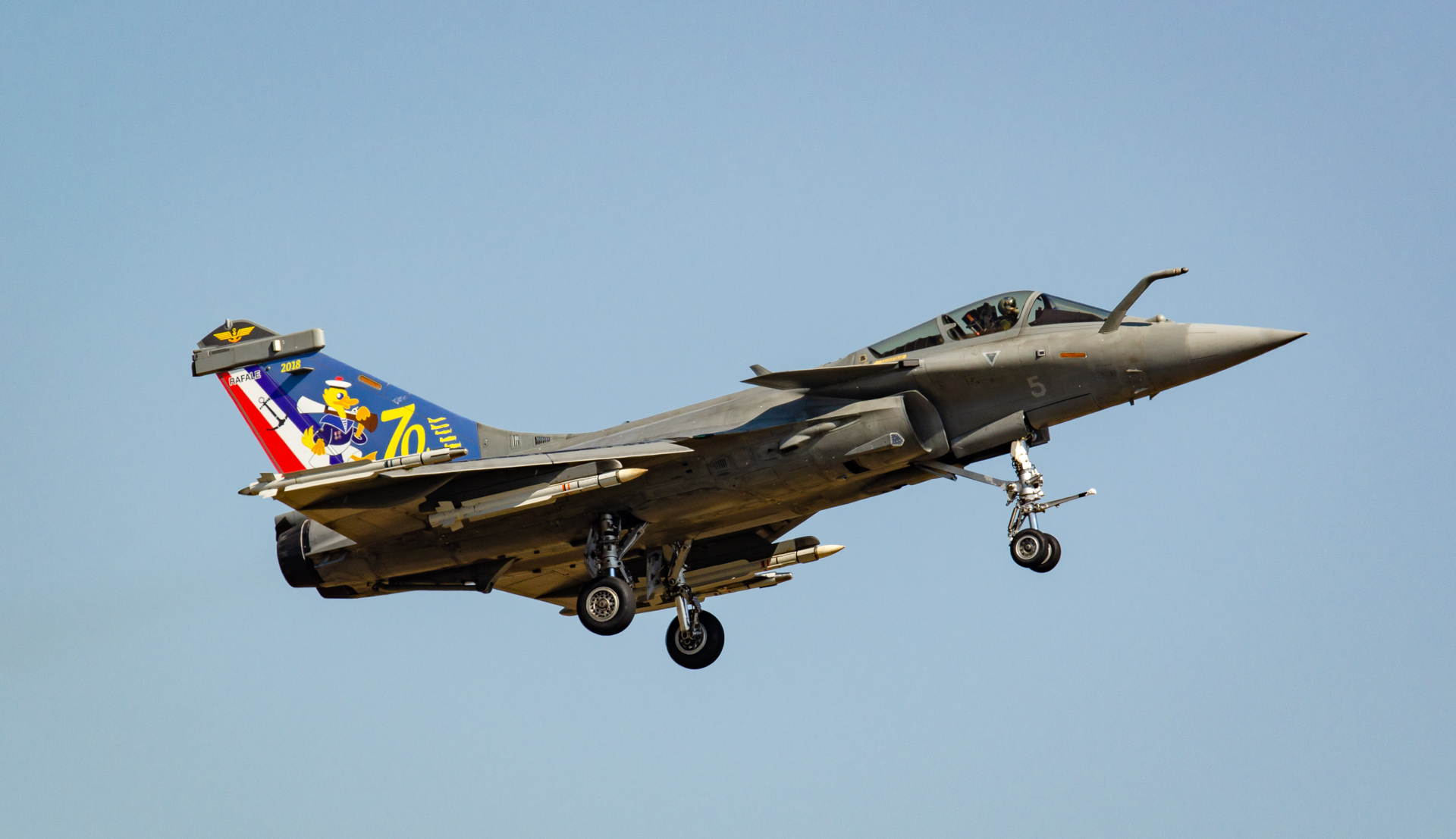

## Производство
В 2009 году Министерство обороны Франции заказало дополнительно 60 истребителей.
7 декабря 2011 года министр обороны Франции Жерар Лонге заявил, что производство «Рафаль» будет свёрнуто (после того, как компания выполнит оплаченный заказ для ВВС Франции на 180 самолётов), если не появятся иностранные заказы на истребитель. 31 января 2012 стало известно, что компания Dassault Aviation стала победителем индийского тендера MMRCA на поставку 126 многофункциональных истребителей для ВВС Индии.

## На вооружении

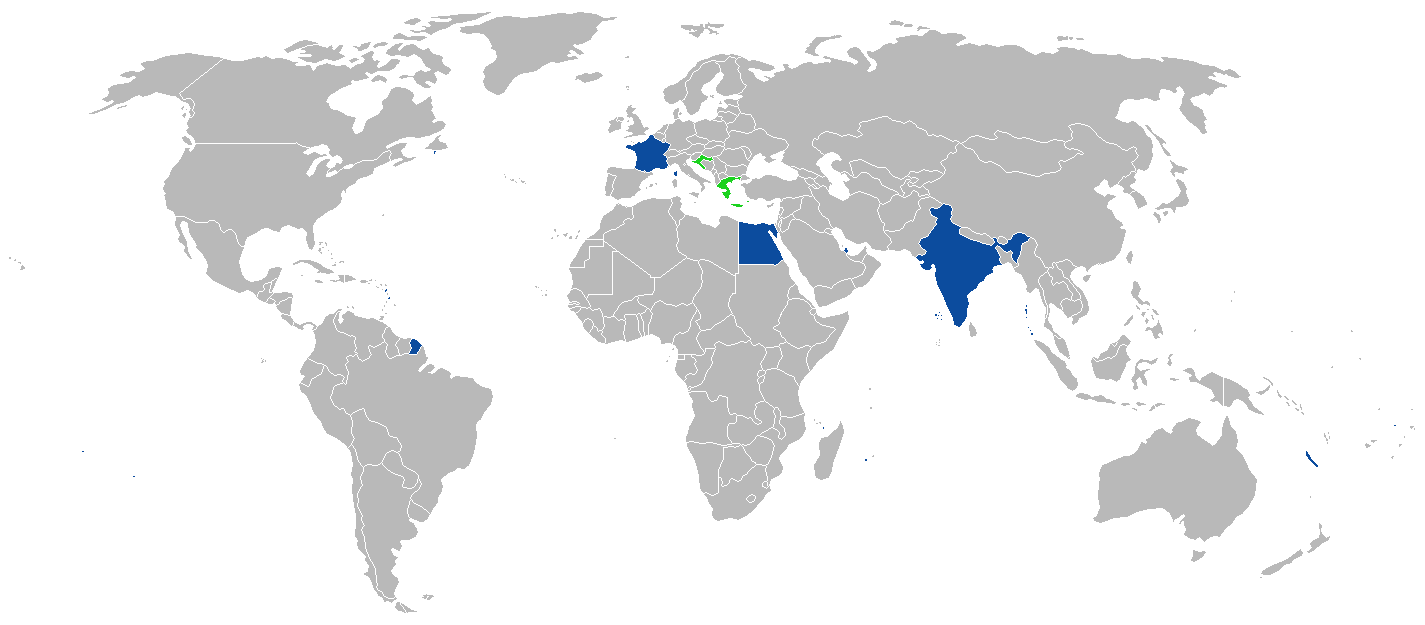
Страны - эксплуатанты Dassault Rafale

- Франция — 137 Rafale по состоянию на 2024 год[18]. Заказано 180 шт [19].
  - ВВС Франции — 54 Rafale B и 41 Rafale С (планируется модернизация до стандарта F3-R) по состоянию на 2024 год[20].
  - ВМС Франции — 42 Rafale М F3-R по состоянию на 2021 год[21].
- Египет — 24 Rafale [22]. 16 Rafale DM и 8 Rafale EM.
- Индия — 35 Rafale Заказано 36 истребителей, 28 Rafale EH и 8 Rafale DH[23][24]; последний будет поставлен позднее, в том же 2022 году. Ранее поставленные Францией истребители Rafale в ближайшее время пройдут серьёзную модернизацию.[25]
- Катар — 23 Rafale [22]. Заказано 36 истребителей. Было заключено два контракта: первый - на 24 машины, а второй - ещё на 12. Катар получит 30 одноместных и 6 двухместных истребителей.[26]
- Греция — 6 Rafale (на начало 2022). Заказано 24 истребителя стандарта F3-R на сумму 3,3 млрд долл., часть из них (12) - бывших в употреблении.[27].
- Хорватия — 6 Rafale [28]. После приобретения 12 Rafale у ВВС Франции в ноябре 2021 года, первые шесть Rafale ВВС Хорватии в апреле 2024 года прибыли на 91-ю авиационную базу под Загребом.

## Боевое применение
- Война в Афганистане (с 2001) — в марте 2007 года произошло первое боевое применение «Дассо Рафаля».
- Война в Ливии — с марта по октябрь 2011 года небольшие группы «Рафалей» (наряду с Mirage 2000) патрулировали воздушное пространство Ливии, а также наносили точечные удары по войскам и военным объектам Муаммара Каддафи. На аэродроме Мисураты ими были уничтожены по крайней мере пять истребителей МиГ-23 и два ударных вертолёта Ми-35[29].
- Военная операция против «Исламского государства» — в 2015—2016 годах, в составе сил коалиции, с борта авианосца Шарль де Голль наносил удары по силам ИГ в Ираке (и Сирии?)[30].

## Происшествия
- 6 декабря 2007 истребитель модификации Рафаль B (сер. номер 316, истребительной эскадрильи 1/7 «Прованс» (фр. l'escadron de chasse 1/7 "Provence") ВВС Франции)[31], взлетевший с военно-воздушной базы Сен-Дизье, разбился в 18:30 по местному времени, вблизи населённого пункта Нёвик, в центральной части Франции. Самолёт выполнял тренировочный полёт. Причина — сбой в электродистанционной системе управления полётом. Пилот — капитан Эммануэль Морьюзе (фр. Le capitaine Emmanuel Moriuser) погиб.
- 24 сентября 2009 два истребителя модификации Рафаль M (сер. номера 22 и 25, 12-й флотилии ВМС Франции)[32], упали в Средиземное море в 30 км от города Перпиньян, в результате столкновения. Катастрофа произошла в 18:10 по местному времени, при возвращении самолётов на авианосец «Шарль де Голль». Согласно информации из Бюро расследований происшествий при министерстве обороны (фр. Bureau enquetes accident de la Defense), причиной катастрофы явился человеческий фактор. Пилот одного из истребителей, капитан 3-го ранга Ян Бофис  (фр. Capitaine de corvette Yann Beaufils) катапультировался. Пилот второго истребителя, капитан 2-го ранга Франсуа Дюфло (фр. Capitaine de fregate François Duflot) погиб.
- 28 ноября 2010 истребитель модификации Рафаль M (сер. номер 18, 12-й флотилии ВМС Франции) упал в Аравийское море, возвращаясь на авианосец «Шарль де Голль» после выполнения боевого задания по поддержке коалиционных сил в контртеррористической операции в Афганистане. Авария произошла в 100 км от побережья Пакистана. Причина — техническая неисправность. Пилот катапультировался и был подобран спасательным вертолётом.
- 2 июля 2012 — французский палубный истребитель Рафаль M  (сер. номер 24, 12-й флотилии ВМС Франции) разбился во время учений. Инцидент случился в Средиземном море с самолётом, базировавшимся на авианосце «Шарль де Голль». Пилот успел катапультироваться и остался в живых, спустя некоторое время его подобрал американский вертолёт. В Средиземноморье проходили совместные учения авианосцев Франции и США.[33]

## Тактико-технические характеристики

Dassault Rafale

### Технические характеристики
- Экипаж: 1—2 человека
- Длина: 15,30 м[34]
- Размах крыла: 10,90 м
- Высота: 5,30 м
- Площадь крыла: 45,7 м²
- Масса пустого: 10 000 кг
- Нормальная взлетная масса: 14 710 кг
- Максимальная взлётная масса: 24 500 кг
- Масса полезной нагрузки: 9500 кг
- Масса топлива во внутренних баках 4700 кг[35]
- Масса топлива в ПТБ: 6700 кг
- Двигатель: 2 × двухконтурных турбореактивных с форсажной камерой SNECMA M88-2-Е4
  - сухая масса двигателя: 897 кг
  - максимальная тяга: 2×5100 кгс
  - тяга на форсаже: 2×7500 кгс
  - температура газов перед турбиной: +1577 °C (1850 K)

### Лётные характеристики
- Максимальная скорость на большой высоте: ~ 2200 км/ч (M=1,8)[35]
- Радиус: 1800 км
- Боевой радиус: 1389 км в варианте подвески: 3 ПТБ, 2 УР MICA, 2 УР Мeteor, 6 LGB/PGM, 1 Navigation POD.
- Практический потолок: 15 240 м[34]
- Скороподъёмность: >305 м/с (18 300 м/мин)[35]
- Нагрузка на крыло: 326 кг/м²
- Тяговооружённость: 1,03
- Максимальная эксплуатационная перегрузка: −3,2/+9,0 g[35]

### Вооружение
- Пушечное: 1×30 мм Nexter DEFA 791B (темп стрельбы 2500 выстр/мин), боезапас — 125 патронов типа APIT (бронебойно-зажигательный трассирующий) с донным взрывателем.
- Ракеты:
  - «воздух—воздух»: MICA, AIM-9, AIM-120, AIM-132, MBDA Meteor, «Мажик» II
  - «воздух—поверхность»: ASMP и ASMPA средней дальности с ядерной боевой частью[36], «Апач», AM-39, Storm Shadow, AASM.

Двигатель
- Форсированная тяга: 7440 кгс
- Удельный расход топлива
  - Без форсажа: 0,875 кг на кгс в час
  - На форсаже: 1,75 кг на кгс в час
- Наружный диаметр: 0,78 м
- Длина: 3,5 м
- Масса: 880 кг

В начале 2001 года выяснилось, что двигатели самолётов «Рафаль», предназначенных для базирования на авианосце, требуют технической профилактики каждые 150 часов налёта, тогда как в походных условиях такая профилактика не могла проводиться чаще, чем через 500 часов. В результате вся партия самолётов «Рафаль» была забракована[уточнить].

## Аналоги
- Mitsubishi F-2 — японский истребитель на базе F-16;
- AIDC F-CK-1 — тайваньский лёгкий истребитель;
- HAL Tejas — индийский лёгкий истребитель;
- Chengdu J-10 — китайский истребитель
- Chengdu FC-1 Xiaolong — китайско-пакистанский истребитель

| Название                        | Dassault Rafale                 | Eurofighter Typhoon                                    | F-16IN Super Viper        | F/A-18E/F Super Hornet           | JAS 39 NG(IN) | МиГ-35       |
| ------------------------------- | ------------------------------- | ------------------------------------------------------ | ------------------------- | -------------------------------- | ------------- | ------------ |
|                                 |                                 |                                                        |                           |                                  |               |              |
| Страна                          | Франция                         | Германия · Италия · Испания · Великобритания · Франция | Соединённые Штаты Америки | Соединённые Штаты Америки        | Швеция        | Россия       |
| Производитель                   | Dassault Aviation               | Eurofighter GmbH                                       | Lockheed Martin           | Boeing Defense, Space & Security | Saab AB       | РСК «МиГ»    |
| Длина                           | 15,30 м                         | 15,96 м                                                | 15,03 м                   | 18,31 м                          | 14,10 м       | 17,32 м      |
| Размах крыла                    | 10,90 м                         | 10,95 м                                                | 10,00 м                   | 13,62 м                          | 8,40 м        | 12,00 м      |
| Площадь крыла                   | 45,7 м²                         | 50,0 м²                                                | 27,9 м²                   | 46,5 м²                          | 30,0 м²       | 42,0 м²      |
| Масса пустого                   | 10 000 кг                       | 11 000 кг                                              | 009979 кг                 | 14 552 кг                        | 7100 кг       | 11 000 кг    |
| Масса топлива (без ПТБ)         | 4700 кг                         | 004996 кг                                              | 3265 кг                   | 6780 кг                          | 003360 кг     | 4800 кг      |
| Боевая нагрузка                 | 9500 кг                         | 7500 кг                                                | 7800 кг                   | 8050 кг                          | 005300 кг     | 7000 кг      |
| Узлов подвески вооружения       | 14 (5 для тяжёлого вооружения)  | 13                                                     | 11                        | 11                               | 10            | 10           |
| Максимальная взлётная масса     | 24 500 кг (нормальная — 14 700) | 23 500 кг                                              | 21 800 кг                 | 29 937 кг                        | 14 300 кг     | 23 500 кг    |
| Двигатель                       | 2 × Snecma M88                  | 2 × Eurojet EJ200                                      | 1 × GE F110-132           | 2 × GE F414-400                  | 1 × GE F414G  | 2 × РД-33МКВ |
| Максимальная тяга               | 2 × 50,0 кН                     | 2 × 60,0 кН                                            | 1 × 84,0 кН               | 2 × 62,3 кН                      | 1 × 62,3 кН   | 2 × 53,0 кН  |
| Максимальная тяга на форсаже    | 2 × 75,0 кН                     | 2 × 90,0 кН                                            | 1 × 144,0 кН              | 2 × 98,0 кН                      | 1 × 98,0 кН   | 2 × 88,3 кН  |
| Максимальная скорость на высоте | M=1,8+                          | M=2,25                                                 | M=2,0                     | M=1,8                            | M=2,0         | M=2,25       |
| Боевой радиус                   | 1389 км (с 3-мя ПТБ)            | 1390 км                                                | 550 км                    | 722 км                           | 800 км        | 1000 км      |
| Практический потолок            | 15 240 м                        | 19 812 м                                               | 18 000 м                  | 15 000 м                         | 15 240 м      | 17 500 м     |
| Скороподъёмность                | 305 м/с                         | 315 м/с                                                | 254 м/с                   | 228 м/с                          | 255 м/с       | 330 м/с      |
| Тяговооружённость               | 1,03                            | 1,18                                                   | 1,10                      | 0,93                             | 1,18          | 1,10         |
| Управляемый вектор тяги         | нет                             | нет                                                    | нет                       | нет                              | нет           | есть         |
| БРЛС с АФАР                     | есть                            | есть                                                   | есть                      | есть                             | есть          | есть         |
| Первый полёт                    | 4.07.1986                       | 27.03.1997                                             | 2.02.1974                 | 29.11.1995                       | 9.12.1988     | 24.11.2016   |
| Начало эксплуатации             | 2001                            | 2003                                                   | 1984                      | 2000                             | 1997          | 2019         |
| Стоимость (2011 год)            | 85—124 млн $                    | 120 млн $                                              | 50 млн $                  | 55 млн $                         | 48 млн $      | ~45 млн $    |

## В компьютерных играх
Управляемый Rafale присутствует в авиасимуляторе Jane's Fighters Anthology и серии игр для ПК и консолей Ace Combat, также в H.A.W.X. и H.A.W.X. 2. 
В мобильной игре Modern Warships, истребитель Rafale находится на тир-3 уровне.
В компьютерной игре War Thunder в обновлении "Грозовой Фронт" был введен Rafale C F3-R для одной игровой нации. 